# Seven Nation Army
Seven Nation Army는 미국의 가수인 화이트 스트라이프스의 노래이다.

## 곡 목록
7-inch promo
1. "Seven Nation Army" – 3:52
2. "In the Cold, Cold Night" – 2:58

7-inch vinyl single, 7-inch vinyl reissue
1. "Seven Nation Army" – 3:52
2. "Good to Me" (Brendan Benson/Jason Falkner) – 2:06

CD single and digital download
1. "Seven Nation Army" – 3:52
2. "Good to Me" (Brendan Benson/Jason Falkner) – 2:06
3. "Black Jack Davey" (Traditional) – 5:06

## 축구 응원가
《Seven Nation Army》는 FC 바이에른 뮌헨의 응원가로 사용된다. 팬들은 FC 바이에른 뮌헨이 득점을 했을 때 이 응원가를 부른다. 한때 UEFA 유로 2012, UEFA 유로 2016 등 유럽 축구 대회에서 득점했을 때 사용한 노래이다.